# IPad mini 3
O iPad mini 3 é a terceira geração da linha de tablets iPad mini projetado, desenvolvido e comercializado pela Apple Inc. Foi anunciado juntamente com o iPad Air 2 em 16 de outubro de 2014 e, em seguida, lançado em 22 de outubro. Possui basicamente o mesmo design e hardware que o do seu antecessor, o iPad Mini 2, no entanto, foram acrescidas algumas funções, como sensor biométrico Touch ID com Apple Pay, diferentes tamanhos de armazenamento e cores.
Em 9 de setembro de 2015, o iPad mini 3 foi descontinuado e substituído pelo iPad mini 4.

## Recepção
O iPad Mini 3 recebeu críticas positivas, mas chamou pouca atenção devido a ser idêntico ao iPad Mini 2, exceto pela inclusão do Touch ID e a disponibilidade da cor dourada. O iPad Mini 2 foi considerado a melhor compra da categoria, aproximadamente 100 dólares mais barato relação aos dispositivos concorrentes. Enquanto o Mini 2 e 3 mantiveram no mesmo nível de hardware do iPad Air, o iPad Air 2 ganhou um novo hardware e foi consideravelmente mais potente. Além disso, o Air 2 também foi redesenhado, mais leve e menor do que seu antecessor, o que deixou para trás algumas das vantagens do mini 2 e 3.